# Koagma
Koagma är en ort i Burkina Faso.   Den ligger i provinsen Bazega Province och regionen Centre-Sud, i den centrala delen av landet, 40 km söder om huvudstaden Ouagadougou. Koagma ligger 333 meter över havet och antalet invånare är 1 096.
Terrängen runt Koagma är platt. Närmaste större samhälle är Kounda, 13,8 km nordost om Koagma.
Omgivningarna runt Koagma är en mosaik av jordbruksmark och naturlig växtlighet. Runt Koagma är det ganska tätbefolkat, med 70 invånare per kvadratkilometer.